# Osire
Osire és un camp de refugiats al centre de Namíbia, situat a 200 km al nord de la capital Windhoek al costat de la principal carretera C30 de Gobabis a Otjiwarongo. Va ser establert el 1992 per allotjar els refugiats d'Angola, Burundi, la República Democràtica del Congo, Ruanda i Somàlia. El camp va créixer ràpidament els primers anys, arribant a un pic de 20.000 habitants el 1998; des de llavors la població de refugiats d'Osire ha disminuït constantment, acostant-se a 6.500 el 2010 i 3.000 el 2014. A causa de la fi dels conflictes als països d'origen dels refugiats s'ha programat el tancament del camp. El 2008 la majoria (75%) dels refugiats encara residents procedien d'Angola, i una part considerable de la República Democràtica del Congo. L'Alt Comissionat de les Nacions Unides per als Refugiats considera el camp com un dels millors gestionats del món, ja que hi havia una escola d'ensenyament primari, una de secundari i fins i tot una comissaria de policia i una clínica.
El camp havia estat usat com a centre de detenció durant el domini de Sud-àfrica sobre el territori de Namíbia. Al llarg de la seva existència com a camp de refugiats s'havia informat del maltractament dels seus habitants, represàlies, assetjament i aldarulls. En 2009 un grup de 41 persones van fugir del camp amb l'ajuda d'una organització local de drets humans després d'haver rebut suposadament amenaces de mort. Aquest grup va sortir de Namíbia a través del lloc fronterer de Mamuno però li van negar l'entrada a Botswana i com a resultat va quedar en terra de ningú entre Namíbia i Botswana durant tres mesos fins que foren arrestats pers les autoritats de Botswana i deportats a la República Democràtica del Congo.